# A3!
A3! (jap. エースリー, Ēsurī, kurz für „Act! Addict! Actors!“) ist ein japanisches Handyspiel von Liber Entertainment aus dem Jahr 2017. Das Spiel wurde in Form mehrerer Theaterstücke adaptiert, im Jahr 2020 kam eine Anime-Fernsehserie zum Spiel heraus.

## Inhalt
Die Mankai Company ist ein kleines Theater in einem Unterhaltungsviertel, das früher einmal sehr erfolgreich war. Viele Jahre nach dem Verschwinden seines früheren Leiters steht es jedoch vor dem Ruin und ist hoch verschuldet. In einem letzten Versuch, das Theater zu retten, werden fünf neue, noch unerfahrene Schauspieler angeworben. Sie sollen die neue Frühlings-Truppe bilden – die Aufführungen des Theaters sind traditionell auf vier jahreszeitliche Schauspielgruppen verteilt. Als erstes kam der schauspielbegeisterte Sakuya Sakuma (佐久間 咲也) dazu, der an keinem anderen Theater angenommen wurde, aber unbedingt auf der Bühne stehen will. Zusammen mit ihm wird in der Fußgängerzone Tsuzuru Minagi (皆木 綴) angeworben, der auch selbst Stücke schreibt, sowie Masumi Usui (碓氷 真澄), Itaru Chigasaki (茅ヶ崎 至) und der mysteriöse Ausländer Citron. Sie müssen sich als erste Gruppe nach dem Neustart des Theaters zusammenraufen und bis zum Start des Stücks in nur gut zwei Monaten ihre noch ungeschulten Schauspielkünste üben und proben. Wird das Stück kein Erfolg, wird das Theater abgerissen.

## Spielmechanik
In A3! begleitet der Spieler nacheinander die vier Schauspielergruppen in der Rolle des Regisseurs. In Interaktionen mit den je fünf Mitgliedern muss er sie anleiten und ihnen helfen, die Herausforderungen des kommenden Stückes und im menschlichen Miteinander in der Gruppe zu meistern. Das muss er erfolgreich genug tun, um das Theater vor dem Ruin zu bewahren und die Schulden nach einem Jahr, in dem die vier Gruppen gespielt haben, bedienen zu können.

## Entstehung und Veröffentlichung
Das Spiel war eine Produktion von Liber Entertainment. Das Charakterdesign entwarf Ryō Fujiwara. Als Sprecher und Musik waren bekannte Idols wie Masayoshi Ōishi, Yuki Kimura, Hige Driver, R.O.N, Asuka Oda, Ryōta Suemasu, Takeyuki Tonegawa, Katsutoshi Kitagawa, Yuyoyuppe und Reiji Okii beteiligt.
Das Spiel wurde am 27. Januar 2017 von Liber Entertainment für iOS und Android als Free-to-play veröffentlicht. Es war rasch erfolgreich und erreichte 2 Millionen Downloads innerhalb eines Monats. Auch die Musik-CD zum Spiel, erschienen bei Pony Canyon, erreichte in dieser Zeit den ersten Platz der japanischen Charts und konnte sich mehrere Wochen in den Charts halten. Eine englische Fassung des Spiels wurde am 29. Oktober 2019 durch Cybird veröffentlicht.

## Bühnenstücke und Radiosendung
Seit 2018 wurde in Japan eine Reihe von Theaterstücken unter dem Titel Mankai Stage A3! aufgeführt. Das begann mit Mankai Stage A3! Spring & Summer 2018 im Juni 2018, das seitdem wiederholt in Tokyo und Kyoto gezeigt wurde. Im Januar 2019 kam Mankai Stage A3! Autumn & Winter 2019 dazu, dass auch in Osaka gezeigt wurde. Danach folgten zwei neue Stücke mit den Gruppen Spring und Summer.
Die Schauspieler der Stücke starteten im Oktober 2018 außerdem eine Radiosendung auf Nippon Broadcasting System.

## Animeserie
| Rolle           | japanischer Sprecher (Seiyū) |
| --------------- | ---------------------------- |
| Sakuya Sakuma   | Kōdai Sakai                  |
| Tsuzuru Minagi  | Kōtarō Nishiyama             |
| Masumi Usui     | Yusuke Shirai                |
| Itaru Chigasaki | Shintarō Asanuma             |
| Citron          | Masashi Igarashi             |
| Izumi Tachibana | Kaori Nazuka                 |

Bei den Studios P.A. Works und Studio 3Hz entstand eine Adaption des Spiels als Animeserie für das japanische Fernsehen. Regie führte Keisuke Shinohara, bei der zweiten Staffel Masayuki Sakoi, und Hauptautor war Naoki Hayashi. Das Charakterdesign stammt von Mariko Komatsu und die künstlerische Leitung lag bei Hiroko Tanabe. Die Produktion musste im Januar 2020 wegen der COVID-19-Pandemie unterbrochen werden.
Die Serie startete am 13. Januar 2020 beim Sender Tokyo MX. Zugleich begann die internationale Veröffentlichung mit Untertiteln über Streaming-Plattformen, darunter auf Wakanim mit deutschen Untertiteln sowie auch mit französischen, russischen und englischen. Die Ausstrahlung wurde nach Folge 3 wegen den Verzögerungen in der Produktion abgebrochen. Am 3. April begann die Ausstrahlung erneut ab der ersten Folge und wurde schließlich am 22. Juni 2020 abgeschlossen. Eine zweite Staffel, die sich um die Herbst- und Wintertruppe dreht, war ursprünglich für Juli bis September geplant und dann in den Oktober verschoben worden. Sie wurde schließlich vom 12. Oktober bis 29. Dezember 2020 gezeigt und umfasst wie die erste Staffel zwölf Folgen.
Die Musik der Serie wurde komponiert von Kana Hashiguchi und Masaru Yokoyama. Das Vorspannlied ist Act! Addict! Actors! von der Gruppe A3ders!, die sich für das Spiel gebildet hatte. Der Abspann wurde unterlegt mit Home, gesungen von den Sprechern der Frühlingstruppe. Für den zweiten Teil wechselt das Abspannlied und wird dann von den Sprechern der Sommertruppe gesungen.